# Munditia delicatula
Munditia delicatula là một ốc biển nhỏ, là động vật thân mềm chân bụng sống ở biển trong họ Liotiidae, found only in New Zealand.